# NWA Canadian Heavyweight Championship (post 1993)
L'NWA Canadian Heavyweight Championship (post 1993 version) è stato il titolo titolo principale delle federazioni Stampede Wrestling e Elite Canadian Championship Wrestling (ECCW), territorio della National Wrestling Alliance (NWA).
Il titolo fu attivo dal 1998 al 2012, quando la federazione terminò l'affiliazione con la NWA, per poi essere brevemente attivo nel 2013.

## Storia
In Canada era promosso un generico Candian Heavyweight Championship fin dall'inizio del secolo, ma non essendo presente un organo a gestirlo questo è sempre stato considerato non ufficiale e diede vita a diverse ramificazioni regionali. 
La National Wrestling Alliance decise di riconoscere un titolo massimo solo a partire dal 1978, con una terza versione che fu attivata nel 1998. Questa inizialmente fu promossa dalla Stampede Wrestling fino al 2011, anno di chiusura della federazione. Successivamente fu adottato dalla ECCW, che unificò all'interno di esso l'ECCW Heavyweight Championship, proprio titolo massimo. La ECCW abbandonò la NWA nel settembre 2012, continuando a riconoscere un proprio ECCW Canadian Heavyweight Championship ma mantenendo però albo d'oro e cintura del titolo NWA. 
Il titolo fu riattivato nel 2013 dalla Atlantic Canadian Championship Wrestling (ACCW), che però lasciò l'Alliance pochi mesi dopo, e il titolo è considerato non più attivo da allora.

## Albo d'oro
| Legenda  |                                                                               |
| -------- | ----------------------------------------------------------------------------- |
| #        | Indica il numero del regno titolato                                           |
| Regno    | Viene indicato il numero del regno del campione                               |
| Data     | La data in cui il titolo è stato vinto                                        |
| Località | Indica il luogo in cui il titolo è stato vinto                                |
| Note     | Indica notizie particolari riguardanti i cambi di titolo o altre informazioni |

| #  | Campione        | Regno | Data              | Giorni | Località                            | Evento                  | Note | Fonti |
| -- | --------------- | ----- | ----------------- | ------ | ----------------------------------- | ----------------------- | --- | ----- |
| 1  | E.Z. Ryder      | 1     | 24 ottobre 1998   | 245    | Cherry Hill, New Jersey             | 50º anniversario        | In uno spareggio per decretare il campione inaugurale, sconfiggendo Paul Atlas |       |
| 2  | MIchelle Starr  | 1     | 26 giugno 1999    | 30     | Winnipeg, Manitoba                  | House show              | |       |
| 3  | E.Z. Ryder      | 2     | 25 luglio 1999    | 145    | Victoria, Columbia Britannica       | House show              | |       |
| 4  | Crusher Carlsen | 1     | 27 novembre 1999  | 298    | Winnipeg, Manitoba                  | House show              | |       |
| —  | Vacante         | —     | 20 settembre 2000 | —      | —                                   | —                       | Il titolo fu reso vacante per motivi non noti. |       |
| 5  | E.Z. Ryder      | 3     | 13 ottobre 2001   | 57     | Saint Petersburg, Florida           | 53º anniversario        | In uno spareggio per riassegnare il titolo vacante, sconfiggendo Juggernaut. |       |
| 6  | Spyder          | 1     | 9 dicembre 2991   | 89     | St. Boniface, Manitoba              | House show              | |       |
| 7  | Brian Sylver    | 1     | 8 marzo 2002      | 2      | Winnipeg, Manitoba                  | House show              | |       |
| 8  | Spyder          | 2     | 10 marzo 2002     | 182    | Winnipeg, Manitoba                  | House show              | |       |
| 9  | The Machine     | 1     | 8 settembre 2002  | --     | Winnipeg, Manitoba                  | House show              | |       |
| —  | Vacante         | —     | settembre 2002    | —      | —                                   | —                       | Il titolo fu reso vacante in seguito ad un finale controverso della vittoria del titolo da parte di Machine. |       |
| 10 | Spyder          | 1     | 18 ottobre 2002   | 140    | Winnipeg, Manitoba                  | House show              | In uno spareggio per riassegnare il titolo vacante, sconfiggendo The Machine. |       |
| —  | Vacante         | —     | 7 marzo 2003      | —      | —                                   | —                       | Il titolo fu reso vacante quando Spyder fu sospeso dalla NWA. |       |
| 11 | Zack Mercury    | 1     | 7 marzo 2003      | 71     | Winnipeg, Manitoba                  | House show              | In uno spareggio per riassegnare il titolo vacante, sconfiggendo Brian Jewel. |       |
| 12 | Brian Jewel     | 1     | 17 maggio 2003    | 54     | Winnipeg, Manitoba                  | House show              | |       |
| —  | Vacante         | —     | 10 luglio 2003    | —      | —                                   | —                       | Il titolo fu reso vacante per motivi non noti. |       |
| 13 | Rob Stardom     | 1     | 24 settembre 2003 | 226    | Fort Garry, Manitoba                | House show              | In uno spareggio per riassegnare il titolo vacante, sconfiggendo The Axe. |       |
| 14 | Kerry Brown     | 1     | 7 maggio 2004     | 163    | Winnipeg, Manitoba                  | House show              | |       |
| 15 | Vid Vain        | 1     | 15 ottobre 2004   | 334    | Winnipeg, Manitoba                  | 56º anniversario        | |       |
| 16 | MIchelle Starr  | 2     | 16 settembre 2005 | 154    | Port Coquitlam, Columbia Britannica | House show              | |       |
| 17 | R.A.G.E.        | 1     | 17 febbraio 2006  | 124    | Vancouver, Columbia Britannica      | House show              | |       |
| 18 | Vance Nevada    | 1     | 23 giugno 2006    | 126    | Surrey, Columbia Britannica         | House show              | |       |
| 19 | Freddy Funk     | 1     | 27 ottobre 2006   | 210    | Surrey, Columbia Britannica         | House show              | |       |
| 20 | Cole Bishop     | 1     | 25 maggio 2007    | 308    | Surrey, Columbia Britannica         | House show              | |       |
| 21 | Scotty Mac      | 1     | 28 marzo 2008     | 743    | Surrey, Columbia Britannica         | House show              | |       |
| 22 | Sid Sylum       | 1     | 10 aprile 2010    | 175    | Surrey, Columbia Britannica         | House show              | |       |
| 23 | Scotty Mac      | 2     | 2 ottobre 2010    | 167    | Vancouver, Columbia Britannica      | Van-City Showdown       | |       |
| 24 | Tony Baroni     | 1     | 18 marzo 2011     | 261    | Surrey, Columbia Britannica         | Quest for the Gold      | Il titolo fu adottato anche dalla ECCW, che unificò al suo interno il proprio ECCW Heavyweight Championship. |       |
| 25 | Artemis Spencer | 1     | 3 dicembre 2011   | 84     | Vancouver, Columbia Britannica      | One Shall Reign Supreme | Il titolo fu separato da quello ECCW il 15 dicembre 2011. |       |
| 26 | Cole Bishop     | 2     | 25 febbraio 2012  | --     | Vancouver, Columbia Britannica      | Pacific Cup             | |       |
| —  | Disattivato     | —     | settembre 2012    | —      | —                                   | —                       | La NWA ritirò il riconoscimento in seguito all'abbandono della ECCW, che continuò a promuovere il titolo come proprio ECCW Canadian Heavyweight Championship mantenendone albo d'oro e cintura, oltre a riportare la dicitura NWA fino al marzo 2013. |       |
| 27 | J.B. Havoc      | 1     | 5 aprile 2013     | --     | Spryfield, Nuova Scozia             | House show              | Il titolo fu riattivato dalla Atlantic Canadian Championship Wrestling (ACCW). |       |
| —  | Disattivato     | —     | settembre 2013    | —      | —                                   | —                       | La ACCW lasciò la NWA, che ritirò il riconoscimento. |       |